# Lipofección
La lipofección es una estrategia para transportar e introducir material genético (transgenes) en células, por ejemplo para realizar terapia génica. Este material genético no puede introducirse directamente, sino que debe ser transportado en un sistema que lo proteja. 
En la lipofección el ADN va introducido en un liposoma catiónico que entra en la célula por endocitosis. Este es un sistema de transporte de DNA muy prometedor debido a su baja toxicidad, alta versatilidad química y alta eficacia. 8.

Esta técnica fue descubierta y desarrollada por Philip Felgner en 1985.
Este proceso se puede maximizar empleando reactivos comerciales, como la Lipofectamina 2000.[cita requerida]